# 宇賀田順三
宇賀田 順三（うがた まさぞう、じゅんぞう、1898年8月10日 - 1979年5月19日）は、日本の法学者。専門は、憲法・行政学。学位は、法学博士（大阪大学・論文博士・1961年）。九州帝国大学教授、八幡大学（現・九州国際大学）学長・理事長をつとめた。

## 略歴
1898年、茨城県古河市生まれ。
- 1920年 - 早稲田中学校を経て第六高等学校大学予科一部丙類卒業。
- 1923年 - 東京帝国大学法学部政治学科卒業。行政法研究の為、独仏英に在留（文部省命）
- 1927年 - 九州帝国大学任。九州帝国大学に初代行政法講座担当として文部省より任命され就任[4]。
- 1928年 - 九州帝国大学法文学部教授就任。
- 1931年 - 九州法学校講師兼任。
- 1940年 - 九州専門学校校長兼任。
- 1945年 - 九州帝国大学教授辞任。
  - 宇賀田は1946年、戦時中の大政翼賛会への協力があったという理由で公職追放令の該当者となったが5年後の1951年に解除となった。
- 1952年 - 八幡大学学長就任。
- 1953年 - 八幡大学理事長就任。
- 1955年 - 八幡大学学長辞任。
- 1957年 - 九州労働短期大学（後 西日本短期大学）学長就任。
- 1961年 - 学位論文『行政観念論』で大阪大学より法学博士の学位を取得[5]。

## 研究内容・業績

### 研究、活動
- 美濃部達吉門下。
- 東京帝国大学一年時に高等文官試験に一番で合格した[6]。
- 九州帝国大学法文学部初代行政法の教授である。戦前は常に皇祖皇宗の徳による天皇統治、國體主義を基本とする国家観を説いた。在職中に学術雑誌「法政研究」を発刊。後北九州にて私立八幡大学の前身となる九州法学校、九州専門学校の基礎を固めた。これらの経緯に関しては当時九州帝国大学総長であった松浦鎮次郎の後ろ盾があったと言われている。
- 1945年、「皇国体制研究所」を金田平一郎らと共に起こした。これは後の「八幡大学社会文化研究所」の源となる研究機関である。
- 戦後は日本国憲法は敗戦憲法、移植された憲法、押し付けられた憲法と説き、日本国家の固有の意思に基づき自主的に定められたものではなく、本来の憲法の意義を逸脱し民族性が欠如されたものと訴え、西ドイツのボン基本法が民族的自主性を取り入れた模倣例であるとし、一貫して日本国憲法の自主的改正を訴えた[7]。また宇賀田は第六高等学校柔道部での親友、東京大学法学部を通じて以後も永野重雄と永年交友関係があり、戸畑専門学校開設時に於いて水面下で永野の協力があったと言われている[8]。
- 1937年(昭和12年)以降、北九州五都市合併問題の検討に就いて度々論文を発表している[9]。
- 九州大学附属図書館・宇賀田文庫にドイツ法を中心とした約1700冊の書物が収蔵されている[10]。

### 八幡大学事件
前身の法学校、専門学校から創設に於いて実質的な八幡大学の真の中心人物といえる宇賀田は1952年に学長に就任した。1954年人事に関し学長の宇賀田と一部教授陣との確執が大学紛争に発展し各メディアで報道される事になった。この八幡大学事件は八幡市長、八幡市議会、八幡商工会議所、安川電機株式会社等が両派の斡旋に動き、福岡地方裁判所小倉支部にて調停となったが断裂し、凡そ1年の及ぶ騒動は1955年1月、結局宇賀田の学長辞任(事実上解任)という結果で終止符を打った。
この後宇賀田は西日本短期大学の説立に関わり1960年初代学長に就任した。

## 人物・交遊
- 吉田松陰に傾倒しており古武士的風格且つ温情な人物であった。
- 門下生に森三十郎、瀬戸山登一らがいる。

## 主要著書
- 『行政組織』法律学辞典 第1巻 岩波書店 1934年
- 『地方自治の基本問題』1937年
- 『地方自治の本義 選挙粛正の考え方』清水書店 1937年
- 『地方自治制』新法学全集第3巻行政法Ⅱ 1938年
- 『自治制度改革と特別市政問題』1940年
- 『皇国民錬成の書』清水書店 1943年
- 『選挙理論の展開とその実際』清水書店 1945年
- 『行政観念論』大阪大学 1961年
- 『日本国憲法の解釈と批判』一粒社 1965年

## 論文
- 宇賀田順三「経済團體としての都市の発展」『法政研究』第1巻第1号、九州大学法政学会、1931年3月、1-102頁、doi:10.15017/14533、ISSN 0387-2882、NAID 120001280735。
- 宇賀田順三「美濃部教授『行政法撮要』」『法政研究』第3巻第2号、九州大学法政学会、1933年3月、139-152頁、doi:10.15017/14510、ISSN 0387-2882、NAID 120001280712。
- 宇賀田順三「自治の要素に就いて」『法政研究』第5巻第1号、九州大学法政学会、1934年12月、1-56頁、doi:10.15017/14485、ISSN 0387-2882、NAID 120001280687。
- 宇賀田順三「シュタイン、シュタイン市制の根本思想とナチス地方制」『法政研究』第6巻第2号、九州大学法政学会、1936年3月、57-110頁、doi:10.15017/14479、ISSN 0387-2882、NAID 120001280681。
- 宇賀田順三「警察法序論」『法政研究』第10巻第2号、九州大学法政学会、1940年7月、29-80頁、doi:10.15017/14440、ISSN 0387-2882、NAID 120001280642。
- 宇賀田順三「一般組織論」『法政研究』第12巻第1号、九州大学法政学会、1942年1月、1-78頁、doi:10.15017/14412、ISSN 0387-2882、NAID 120001280614。
- 宇賀田順三「推薦制度論 : 推薦無投票の理論」『法政研究』第13巻第1号、九州大学法政学会、1943年3月、1-66頁、doi:10.15017/14405、ISSN 0387-2882、NAID 120001280607。